# Liste des épisodes de Courage, le chien froussard

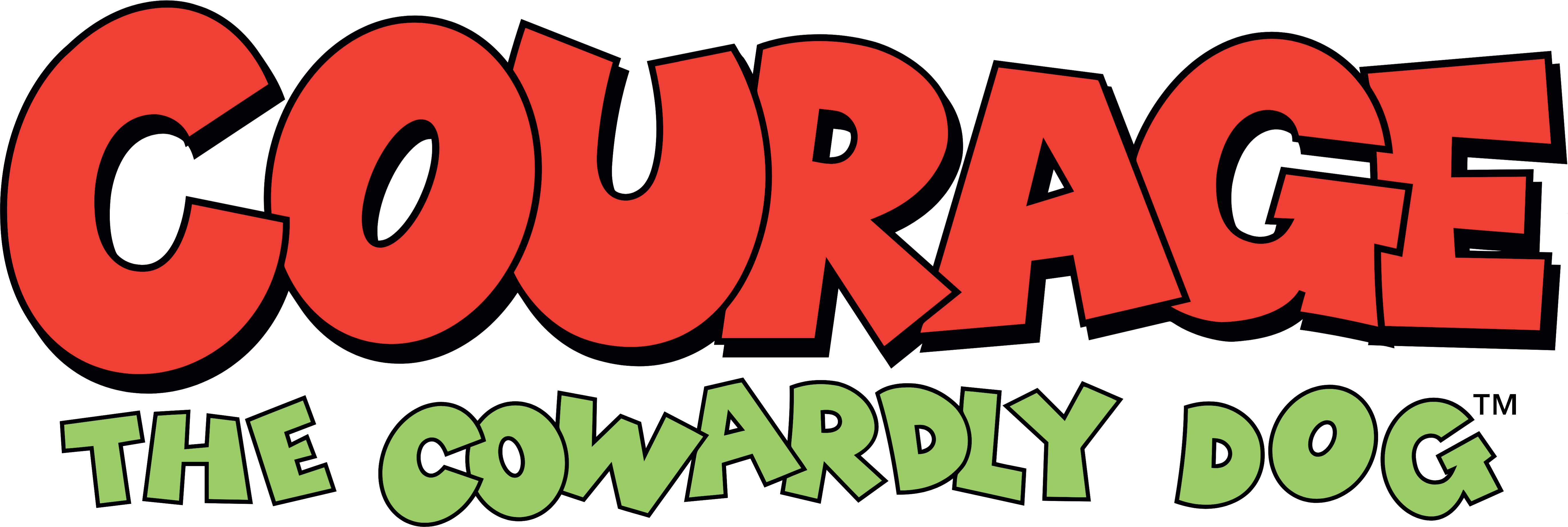
Logo original de la série.

Courage, le chien froussard est une série d'animation américaine créée par John R. Dilworth et produite chez Cartoon Network Studios pour une diffusion sur la chaîne de télévision Cartoon Network, initialement entre le 12 novembre 1999 et le 22 novembre 2002 aux États-Unis. La série se compose de quatre saisons, l'épisode pilote ne se trouve pas dans cette liste. Chaque saison est composée de 26 épisodes, sauf la deuxième saison qui en comporte 25. L'épisode pilote s'intitule originellement The Chicken from Outer Space. La série compte en tout 53 épisodes.

## Périodicité
| Saison | Saison | Épisodes | Date originale de diffusion | Date originale de diffusion | Sortie DVD      | Sortie DVD      |
| Saison | Saison | Épisodes | Première saison             | Dernière saison             | Zone 1          | Zone 4          |
| ------ | ------ | -------- | --------------------------- | --------------------------- | --------------- | --------------- |
|        | Pilote | 1        | 18 février 1996             | 18 février 1996             | NC              | NC              |
|        | 1      | 13       | 12 novembre 1999            | 30 mars 2000                | 20 juillet 2010 | 2007            |
|        | 2      | 13       | 31 octobre 2000             | 16 novembre 2001            | 14 octobre 2014 | 13 janvier 2010 |
|        | 3      | 13       | 12 janvier 2002             | 9 août 2002                 | NC              | NC              |
|        | 4      | 13       | 6 septembre 2002            | 22 novembre 2002            | NC              | NC              |

## Épisodes

### Saison 1 (1999–2000)
| No. | Titre | Date originale de diffusion |
| --- | --- | --------------------------- |
| 1 | Une Nuit au Motel Katz / Le Ragout de Mamie Cajun At Night at The Katz Motel / Cajun Granny Stew                                                    | 12 novembre 1999            |
| - Une Nuit au Motel Katz : Muriel, Eustache, et Courage s'arrêtent dans un motel pour y passer la nuit. Néanmoins, Katz, le réceptionniste, tente de les donner à manger à ses araignées domestiques. - Le Ragout de Mamie Cajun : Un renard prépare un délicieux ragoût de mamie cajun dans le cadre d'un concours de cuisine, mais il lui manque un ingrédient : la mamie. Muriel arrive, Courage doit l'empêcher de finir dans la marmite. | |                             |
| 2 | L'ombre de Courage / Dr Le Couac spécialiste de l'amnésie The Shadow of Courage / Dr. Le Quack, Amnesia Specialist                                  | 19 novembre 1999            |
| - L'ombre de Courage : Un vieil homme méchant et très riche meurt d'une crise cardiaque. Mais son ombre s'extrait de son corps et terrorise Courage et ses maîtres. - Dr Le Couac spécialiste de l'amnésie : Muriel est frappée d'amnésie après un coup sur la tête. Courage contacte le docteur Le Couac, grand spécialiste de l'amnésie. | |                             |
| 3 | Courage et Grand-Pied / Chauve Eustache Courage Meets Bigfoot / Hothead                                                                             | 26 novembre 1999            |
| - Courage et Grand-Pied : Grand Pied s'est échappé et se prend d'amitié pour Courage. Malheureusement, Eustache veut le capturer et empocher ainsi la récompense. - Chauve Eustache : Eustache se rend dans un institut capillaire. Le produit utilisé lui donne le pouvoir de faire exploser les choses auxquelles il pense. | |                             |
| 4 | Le démon du matelas / Freddy la frayeur The Demon in the Mattress / Freaky Fred                                                                     | 3 décembre 1999             |
| - Le démon du matelas : Eustache et Muriel décident d'acheter un nouveau matelas qui s'avère être bien particulier. - Freddy la frayeur : Fred, le neveu de Muriel, vient lui rendre visite à la ferme. Courage et lui se retrouvent enfermés dans la salle de bain, ce qui angoisse beaucoup le chien froussard. | |                             |
| 5 | La nuit de la taupe / La fête des mères Night of the Weremole / Mother's Day                                                                        | 17 décembre 1999            |
| - La nuit de la taupe : En jardinant, Muriel a été mordue par une taupe. À la suite de cet incident, elle se transforme en une taupe monstrueuse les nuits de pleine lune. - La fête des mères : Eustache rend visite à sa mère le jour de la fête des mères, et emmène avec lui Courage contre son gré. | |                             |
| 6 | Canards de l'espace / Le trésor du Frangin (Renommé "Shirley le médium" dans des rediffusions de nos jours.) The Duck Brothers / Shirley the Medium | 14 janvier 2000             |
| - Canards de l'espace : Les frères canards de l'espace kidnappent Muriel : ils sont venus à Nullepart pour sauver leur frère. Courage doit sauver Muriel, et finit par aider aussi les frères canards. Note: Cet épisode ne doit pas être confondu avec l'episode pilote nommé The Chicken from Outer Space. - Le trésor du Frangin : En creusant pour retrouver son yo-yo, Courage tombe sur une boîte fermée qui appartenait au défunt frère d'Eustache, Horst. Eustache tente de l'ouvrir, pensant y trouver l'argent de son frère, mais il n'y arrive pas. Il embauche un médium pour entrer en contact avec Horst. | |                             |
| 7 | La malédiction du pharaon / Démangeaison King Ramses' Curse / The Clutching Foot                                                                    | 21 janvier 2000             |
| - La malédiction du pharaon : Courage creuse des trous dans le jardin et rapporte à ses maîtres une pièce archéologique volée du tombeau du pharaon. Le vieux fermier veut la garder, déclenchant ainsi la colère du roi d'Égypte. - Démangeaison : Attaqué par un étrange virus, le Fermier n'est plus qu'un horrible pied géant. Courage doit lui trouver un remède. | |                             |
| 8 | Le Bossu de Nulle Part / Le Dieu des Oies The Hunchback of Nowhere / The Gods Must Be Goosey                                                        | 28 janvier 2000             |
| - Le Bossu de Nulle Part : Un pauvre bossu demande l'hospitalité à Eustache, qui lui ferme la porte au nez. Il se réfugie dans la grange et devient l'ami de Courage puis de Muriel. - Le Dieu des Oies : Un dieu des oies solitaire espionne Muriel depuis les cieux et décide qu'elle doit être sa reine. Il descend sur Terre pour lui faire la cour et l'emmener avec lui. Courage doit trouver un moyen de l'en empêcher. | |                             |
| 9 | La reine des eaux / Tout le monde veut passer à la télé Queen of the Black Puddle / Everyone Wants to Direct                                        | 2 mars 2000                 |
| - La reine des eaux : Sortie d'une flaque d'eau, une étrange sorcière vient envoûter Eustache et l'entraîne dans son palais. Courage se fait un devoir d'aller le libérer. - Tout le monde veut passer à la télé : Un célèbre metteur en scène arrive à la ferme et prétend vouloir y tourner son prochain film. Mais il s'avère être en réalité un zombie. | |                             |
| 10 | Le bonhomme de neige / Un amour de canard The Snowman Cometh / The Precious, Wonderful, Adorable, Lovable Duckling                                  | 9 mars 2000                 |
| - Le bonhomme de neige : Muriel, Courage et Eustache sont en vacances en Arctique. Un bonhomme de neige fantôme rôde à proximité de leur igloo. - Un amour de canard : Dans l'œuf qu'il se réservait pour son petit déjeuner, Eustache découvre un caneton. Celui-ci prend le fermier pour sa mère et s'avère très possessif. | |                             |
| 11 | L'art culinaire / Club Katz Heads of Beef / Klub Katz                                                                                               | 16 mars 2000                |
| - L'art culinaire : Eustache et Courage doivent dîner dehors car Muriel est malade. Eustache commande un hamburger. Mais Courage découvre qu'il est composé d'aliments étranges. - Club Katz : à la suite du naufrage de leur bateau, Muriel, Courage et un fermier se trouvent sur une île déserte. Le seul habitant de l'île est Katz, qui gère une drôle de station thermale. | |                             |
| 12 | La revanche du poulet / Voyage au centre du Nulle Part The Revenge of the Chicken from Outer Space / Journey to the Center of Nowhere               | 23 mars 2000                |
| - La revanche du poulet : Un poulet extraterrestre sans tête est venu prendre sa revanche sur le chien. Il vole des têtes afin d'en trouver une à sa mesure et s'en prend à Muriel et à Courage. - Voyage au centre du Nulle Part : Muriel s'occupe tendrement de son potager d'aubergines. Une armée d'hommes-aubergines apprend son intention de préparer un bon plat et planifie une contre-offensive. | |                             |
| 13 | La petite Muriel / Le grand Fusilli Little Muriel / The Great Fusilli                                                                               | 30 mars 2000                |
| - La petite Muriel : Une tornade menace Nullepart. Muriel ne peut pas partir avec ses amis car elle est collée à sa chaise. Quand la tornade s'arrête, Courage retrouve une Muriel âgée de trois ans et demi. - Le grand Fusilli : Un cirque ambulant s'installe dans le jardin de Courage. Le grand Fusilli fait monter toute la famille sur scène et transforme tous ses acteurs en marionnettes de bois. | |                             |

### Saison 2 (2000–2001)
| No. | Titre | Date originale de diffusion |
| --- | --- | --------------------------- |
| 14 | L'arbre magique de Nulle Part / Robot Randy The Magic Tree of Nowhere / Robot Randy                                     | 31 octobre 2000             |
| - L'arbre magique de Nulle Part : En commandant de nouveaux rideaux, Muriel reçoit des graines en cadeau. Elle les plante et obtient un arbre magique qui réalise les vœux. Exaspéré, Eustache le fermier veut le couper. Courage fait tout son possible pour sauver l'arbre. - Robot Randy : Courage observe le ciel et découvre l'existence d'extraterrestres. Un individu pas comme les autres frappe à la porte de la ferme. | |                             |
| 15 | La malédiction de Shirley / Courage dans la grande ville puante The Curse of Shirley / Courage in the Big Stinkin' City | 8 décembre 2000             |
| - La malédiction de Shirley : Shirley revient à la ferme, déguisée en mendiante. Muriel et Courage lui donnent chacun quelque chose, mais Eustache lui claque la porte au nez. Elle lui jette alors un sort qui ne pourra être levé que s'il apprend à donner de sa personne - Courage dans la grande ville puante : Muriel vient d'apprendre qu'elle a gagné le concours du meilleur joueur de sitar et doit se produire au Music Hall. Toute la famille se rend à New York. | |                             |
| 16 | Affaires de famille / 1 000 ans de Courage Family Business / 1,000 Years of Courage                                     | 29 décembre 2000            |
| - Affaires de famille : Un cambrioleur s'introduit dans la maison de Courage, mais il est persuadé qu'il s'agit de sa propre famille. - 1000 ans de Courage : La famille est enterrée sous 1 000 ans de sédiments après qu'un météore géant a rebondi sur la Terre, la faisant tournoyer jusque dans le futur. Courage la déterre et la ramène à la surface, pour découvrir un monde d'êtres bananes. | |                             |
| 17 | La vengeance de la momie / Invisible Muriel Courage Meets the Mummy / Invisible Muriel                                  | 19 janvier 2001             |
| - La vengeance de la momie : Une momie revient d'entre les morts pour se venger des deux personnes qui l'ont enterrée il y a des milliers d'années, deux personnes qui ressemblent étrangement à Muriel et Eustache. Ceux-ci décident de remonter le temps pour connaître la vérité. - Invisible Muriel : Courage offre un pendentif à Muriel qui la rend invisible. | |                             |
| 18 | Le secret du docteur Gerbille / Objectif soleil Human Habitrail / Mission to the Sun                                    | 22 février 2001             |
| - Le secret du docteur Gerbille : Un sinistre marchand ambulant d'aspirateurs arrive à la ferme. Pendant qu'il débite ses boniments, ce marchand rétrécit Muriel et Eustache et les aspire avec son aspirateur. Courage doit trouver un moyen de les sauver. - Objectif soleil : Courage et sa famille sont sélectionnés par la NASA pour effectuer une dangereuse mission spatiale pour sauver le soleil. Pendant le vol, Muriel est infectée par une bactérie extraterrestre qui tente de saboter la mission.                                                                                          | |                             |
| 19 | La mouche Courage / Au chat mallow (ou (Au chat nougat)) Courage the Fly / Katz Kandy                                   | 16 mars 2001                |
| - La mouche Courage : Le petit voisin transforme accidentellement Courage en mouche en faisant des tests avec sa panoplie de scientifiques. Tandis qu'il bourdonne aux alentours, il entend du personnel militaire parler d'un satellite secret qui serait en train de chuter sur la Terre, directement sur la ferme. - Au chat mallow : C'est le retour de Katz dans un rôle de méchant confiseur, déterminé à éliminer sa principale concurrente dans la course au premier prix du Concours des meilleurs bonbons de Nullepart : Muriel. Il concocte une confiture mutante qui l'avale et la kidnappe. | |                             |
| 20 | Télé arnaque / Méga Muriel la magnifique Nowhere TV / Mega Muriel the Magnificent                                       | 3 avril 2001                |
| - Télé arnaque : La plus grande loterie de l'histoire de Nullepart est sur le point d'être organisée et Muriel et Eustache attendent avec impatience de savoir s'ils ont gagné. Mais leur télévision tombe en panne et le réparateur arrive sous les traits du chef : Le Couac. - Méga Muriel la magnifique : L'ordinateur décide de prendre le contrôle du corps de Muriel, afin de montrer au monde de quoi il est capable. Courage est horrifié de voir que Muriel effectue des acrobaties très risquées et passe au journal télévisé de Nullepart.                                                   | |                             |
| 21 | Une expérience décoiffante / La casquette interdite Bad Hair Day / Forbidden Hat of Gold                                | 10 avril 2001               |
| - Une expérience décoiffante : Muriel se fait enlever par un groupe financier qui mène des expériences capillaires. Courage et Eustache partent à sa rescousse. - La casquette interdite : Le Fermier voit un reportage à la télévision, sur une casquette perdue dorée qui vaut des millions. Il décide d'emmener la famille partir à la recherche de cette casquette. | |                             |
| 22 | Prends garde à toi / La greffe du kangourou Serpent of Evil River / The Transplant                                      | 17 avril 2001               |
| - Prends garde à toi : La famille embarque pour une croisière, mais au lieu de profiter de ses vacances, elle se retrouve à devoir officier en tant qu'équipage. Emmenée par le farouche capitaine Sharky, elle est forcée de l'aider alors qu'il chasse un serpent de mer malfaisant. - La greffe du kangourou : En creusant près de la ferme, Courage déterre un os de kangourou géant, que le docteur Vindaloo greffe au fermier lors d'une opération du dos. Cette greffe transforme Eustache en monstrueux kangourou géant, qui sème le chaos et la destruction.                                    | |                             |
| 23 | Téléphoner maison / Le shérif Courage Car Broke, Phone Yes / Cowboy Courage                                             | 26 octobre 2001             |
| - Téléphoner maison : Courage observe le ciel et découvre l'existence d'extraterrestres. Un individu pas comme les autres frappe à la porte de la ferme. - Le shérif Courage : Après avoir écouté une histoire de Muriel, Courage rêve qu'il est un shérif courageux embauché par la ville de Nullepart pour protéger sa population d'un hors-la-loi. | |                             |
| 24 | La rançon de Charançon / La vengeance de la tache noire Evil Weevil / McPhearson Phantom                                | 2 novembre 2001             |
| - La rançon de Charançon : Muriel et Eustache manquent d'écraser un charançon avec leur camion, ce qui pousse Muriel à inviter l'insecte à la ferme pour se qu'il se remette de ses blessures. Le charançon s'avère être un diplômé d'Oxford très raffiné et un hôte idéal. - La vengeance de la tache noire : Persuadée qu'un des ancêtres de Muriel est responsable de la mort de son mari, l'âme d'une veuve vient semer la zizanie entre Muriel et Eustache | |                             |
| 25 | L'esprit de la Lune / La vengeance de la baleine des sables The House of Discontent / The Sand Whale Strikes            | 9 novembre 2001             |
| - L'esprit de la Lune : La veille de l'équinoxe d'automne, la tradition veut que l'on offre les meilleures récoltes lors d'une cérémonie. Mais Eustache n'a rien à donner. - La vengeance de la baleine des sables : Une baleine de sable géante arrive à la ferme et demande qu'on lui rende son accordéon, que le père d'Eustache avait gagné lors d'une partie de cartes truquée, des années auparavant. Eustache refuse de le rendre, car l'instrument a une valeur sentimentale pour lui. | |                             |
| 26 | La tour du docteur Zalost The Tower of Dr. Zalost                                                                       | 16 novembre 2001            |
| Des boulets de canon roses tombent d'une immense tour sur la population de Nullepart, ce qui les rend gris et déprimés. C'est le Docteur Zalost, un scientifique sinistre qui est à l'origine de ce complot. Il est tellement malheureux, qu'il veut que tout le monde soit aussi malheureux que lui. | |                             |

### Saison 3 (2002)
| No. | Titre                                                                                                 | Date originale de diffusion |
| --- | --- | --------------------------- |
| 27 | Muriel et son double / Courage contre Méga Courage Muriel Meets Her Match / Courage vs. Mecha-Courage | 12 janvier 2002             |
| - Muriel et son double : Un couple en cavale, Maria et Mano, gare sa remorque à deux pas de la ferme. La femme se déguise en Muriel pour dérober un diamant et la faire ainsi arrêter à sa place. Courage doit intervenir pour que les choses rentrent dans l'ordre - Courage contre Méga Courage : Un Chinois entreprend de construire une meilleure version du chien. Son invention s'avère effectivement très réussie et plaît beaucoup à Eustache. | |                             |
| 28 | Le camping de l'horreur / 33 tours et puis s'en vont Campsite of Terror / Record Deal                 | 8 février 2002              |
| - Le camping de l'horreur : Alors que la famille fait du camping, deux ratons laveurs s'emparent de Muriel sous les yeux d'Eustache qui, installé devant son poste de télévision, ne voit rien. - 33 tours et puis s'en vont : Eustache trouve un vieux 33 tours de Velvet Vick. Lorsqu'il fait jouer le disque, le chanteur apparaît. Velvet demande à Muriel de jouer avec lui au piano. | |                             |
| 29 | De l'orage dans l'air / Le marchand de sable Stormy Weather / The Sandman Sleeps                      | 15 mars 2002                |
| - De l'orage dans l'air : Une déesse de la tempête, qui est à la recherche de son chien, aperçoit Courage et aimerait qu'il le remplace. Muriel doit trouver un moyen de l'empêcher d'emmener Courage. - Le marchand de sable : Le marchand de sable souffre d'insomnie et décide de voler le sommeil de Muriel pour se reposer un peu. Courage doit trouver une solution avant que Muriel s'effondre d'épuisement. | |                             |
| 30 | Une idée géniale / La chevauchée des Walkyries Hard Drive Courage / The Ride of the Valkyries         | 7 juin 2002                 |
| - Une idée géniale : Eustache est malade, et lorsque Muriel tente de trouver une recette miracle pour le soigner sur Internet, elle est aspirée par l'ordinateur. - La chevauchée des Walkyries : Alors qu'elle est en vacances en Norvège, Muriel est prise pour une Valkyrie et elle est emmenée pour combattre des trolls. Courage doit la sauver avant qu'elle ne parte pour la guerre. | |                             |
| 31 | Okay corail / Contamination Scuba-Scuba Doo / Conway the Contaminationist                             | 14 juin 2002                |
| - Okay corail : Alors qu'elle fait de la plongée, Muriel découvre les Coralites, un peuple minuscule qui vit à l'intérieur du récif de corail. Ma arrive sur place et sa gloutonnerie menace le petit peuple. Muriel et Courage doivent trouver un moyen d'arrêter Ma et de sauver les Coralites. - Contamination : Conway, un homme squelettique à l'air malade, emménage avec Muriel, Eustache et Courage tandis qu'il se remet d'un accident d'avion. Il commence à polluer et contaminer leur vie, leur faisant croire que la pollution et la crasse constituent le mode de vie le plus sain.                                       | |                             |
| 32 | Croisière Katz / Le rideau de cruauté Katz Under the Sea / Curtain of Cruelty                         | 21 juin 2002                |
| - Croisière Katz : Muriel décide de devenir la cuisinière sur le nouveau sous-marin nucléaire de la Marine de Nullepart. Courage découvre que le second est un espion qui travaille pour un constructeur naval concurrent, et qui a pour ordre de couler le sous-marin. - Le rideau de cruauté : Un rideau de cruauté s'abat sur Nullepart. Tout le monde devient subitement méchant, à l'exception de Muriel et Courage. Quant à Eustache, il reste fidèle à lui-même et devient alors maire de Nullepart. | |                             |
| 33 | L'invasion des crapauds buffles / Le ver des sables Feast of the Bullfrogs / Tulip's Worm             | 28 juin 2002                |
| - L'invasion des crapauds buffles : Une tribu de grenouilles belliqueuses s'empare de la ferme et force Eustache et Muriel à se convertir au grenouillisme, une croyance selon laquelle les batraciens gouvernent le monde. Ils doivent apprendre à vivre comme des grenouilles et sont forcés de construire un nouveau bassin. - Le ver des sables : Courage sympathise avec un ver géant qui avale Muriel et Eustache, avant de disparaître sous terre. Courage doit s'envoler pour une lointaine planète et trouver le propriétaire du ver, une fillette géante du nom de Tulipe, afin de sauver sa famille et la ramener sur terre. | |                             |
| 34 | Le mystère du Louvre / La nuit de l'épouvantail So in Louvre Are We Two / Night of the Scarecrow      | 5 juillet 2002              |
| - Le mystère du Louvre : Pendant leurs vacances en Europe, Muriel, Eustache et Courage se font enfermer par mégarde dans un musée à l'heure de la fermeture. Pendant la nuit, Mona Lisa et Le Penseur prennent vie. Ils obligent Muriel et Eustache à prendre leurs places. - La nuit de l'épouvantail : La famille sauve un épouvantail déchiqueté et l'emmène à la maison, où Muriel le recoud. L'épouvantail lui en est tellement reconnaissant qu'il décide de devenir son garde du corps. La protection de Muriel tourne rapidement à l'obsession.                                                                                 | |                             |
| 35 | Mondo, l'illusionniste / Nounou de Piou Piou Mondo Magic / Watch the Birdies                          | 12 juillet 2002             |
| - Mondo, l'illusionniste : Une horrible créature transforme Muriel en monstre. Courage doit trouver un moyen d'inverser le sort avant que la transformation de son amie ne soit irréversible. - Nounou de Piou Piou : Une maman oiseau géante descend du ciel et emmène Muriel dans son nid, en insistant auprès d'elle pour que celle-ci fasse la baby-sitter pendant ses vacances. Muriel accepte de s'occuper de ses adorables oisillons. | |                             |
| 36 | Le banc des accusés / Bêtes et méchants Fishy Business / Angry Nasty People                           | 19 juillet 2002             |
| - Le banc des accusés : Muriel, Eustache et Courage se retrouvent sur le banc des accusés du monde des poissons. Ils sont condamnés à vivre en aquarium. - Bêtes et méchants : Benton Tarentella, un réalisateur, choisit Courage et ses amis pour jouer dans sa nouvelle série. Ils doivent y interpréter des personnages bêtes et méchants. | |                             |
| 37 | Le carnivorium / Le blues du bonhomme de neige Dome of Doom / Snowman's Revenge                       | 26 juillet 2002             |
| - Le carnivorium : Eustache lit dans le journal que «Méga-Légume Fermaceutique» versera une belle somme d'argent aux volontaires qui accepteront de vivre dans un dôme géodésique pour tester ses nouveaux produits agricoles. Il décide alors de s'inscrire. - Le blues du bonhomme de neige : Le bonhomme de neige doit trouver un nouveau chez lui, et prévoit de créer un pôle Ouest. Pour cela, il choisit le point le plus à l'Ouest de la planète : pile au milieu de Nullepart. Le bonhomme de neige arrive, prend le pouvoir à la ferme, et érige le pôle Ouest officiel dans le salon.                                        | |                             |
| 38 | Le club du patchwork / Un vent de mesquineries The Quilt Club / Swindlin' Wind                        | 2 août 2002                 |
| - Le club du patchwork : Alors qu'elle achète un duvet, Muriel rencontre deux femmes qui lui parlent de leur club de duvet. Muriel leur demande si elle peut en faire partie, mais elles lui répondent qu'elle doit tout d'abord faire ses preuves. - Un vent de mesquineries : Muriel est séduite par une babiole vendue par Shirley. Eustache escroque Shirley, en lui promettant des actions pétrolières en échange de la babiole mais lui donne une facture pétrolière à la place. Furieuse, Shirley jette un sort à Eustache et Muriel.                                                                                            | |                             |
| 39 | Le roi du flan / Courage au cœur du volcan King of Flan / Courage Under the Volcano                   | 9 août 2002                 |
| - Le roi du flan : Un fabricant de flan diffuse des publicités hypnotisantes afin d'augmenter ses ventes. Seul Courage résiste aux effets de l'annonce publicitaire. - Courage au cœur du volcan : Muriel, Eustache et Courage partent en vacances sur l'île de Hip-Hip pour y admirer le plus grand volcan du monde. Muriel est enlevée par une tribu ancienne pour être offerte au dieu du volcan comme sacrifice humain. La tribu pense que cela arrêtera les éruptions volcaniques. | |                             |

### Saison 4 (2002)
| No. | Titre | Date originale de diffusion |
| --- | --- | --------------------------- |
| 40 | Castor et à travers / Casse-Noisette A Beaver's Tale / The Nutcracker                                                     | 6 septembre 2002            |
| - Castor et à travers : Un matin, les habitants de la ferme découvrent un lac tout près de la maison. Le niveau de l'eau se met subitement à monter et menace d'inonder l'habitation. - Casse-Noisette : Muriel, Courage et Eustache se retrouvent enfermés dans un entrepôt qu'ils visitaient. Lorsque la nuit tombe, des rats surgissent des décombres et se lancent dans une danse macabre sur l'air de « Casse-Noisette ». | |                             |
| 41 | Kilt ou double / Cherche voisins Rumpledkiltskin / House Calls                                                            | 13 septembre 2002           |
| - Kilt ou double : Muriel est appelée en Écosse par son oncle. A son arrivée, elle apprend que son parent est un imposteur. Celui-ci l'emprisonne avec Courage pour leur faire tisser des milliers de kilts. Courage doit trouver une solution rapidement. - Cherche voisins : Le docteur Gerhardt von Orbison, brillant scientifique solitaire, aimerait avoir des voisins et décide de les acheminer jusqu'à lui. En se réveillant, la famille de Courage s'aperçoit que la ferme «marche» elle-même vers son nouvel emplacement. | |                             |
| 42 | Cookies suédois / Le moulin à vandales Le Quack Balloon / Windmill Vandals                                                | 20 septembre 2002           |
| - Cookies suédois : Le Couac est de retour avec un nouveau stratagème : il remplace la recette de cookies de Muriel par une autre qui nécessite du vinaigre suédois rare. Puis, il entre en scène pour l'emmener en Suède en ballon afin qu'elle puisse s'en procurer. - Le moulin à vandales : Le moulin de la ferme commence à se bloquer, et lorsque Courage essaie de le réparer, il découvre d'étranges symboles runiques taillés dans chacune des pales. | |                             |
| 43 | Drôle de rhume / Eustache à la tâche The Uncommon Cold / Farmer-Hunter, Farmer-Hunted                                     | 27 septembre 2002           |
| - Drôle de rhume : Muriel est prise d'une crise d'éternuements incontrôlables. Stupéfait, Courage remarque que dès qu'elle éternue, un étrange nuage se profile au-dessus d'elle. - Eustache à la tâche : La saison de la chasse s'ouvre, et un prix sera remis à celui qui tirera sur le plus gros cerf. Eustache emmène Courage à la chasse. Martin Deer, le plus grand cerf du comté, joue avec sa famille dans un pré quand Eustache commence à lui tirer dessus. | |                             |
| 44 | La femme du monstre des marais (ou (La femme de l'homme des marais)) / Bouc et misères Bride of Swamp Monster / Goat Pain | 4 octobre 2002              |
| - La femme du monstre des marais : Une nuit, le camion de Muriel se renverse dans un marais et elle perd son nouveau pendentif qui contient une photo d'elle-même. Le pendentif s'enfonce dans le marais boueux et le monstre du marais le découvre. Il voit la photo de Muriel et la prend pour son amour perdu depuis longtemps. - Bouc et misères : Muriel se réveille un matin avec un terrible mal de dos. Le docteur Vindaloo lui conseille de se baigner dans une source chaude, située dans une zone montagneuse éloignée. Lorsque la famille y arrive, elle rencontre un bouc de montagne très agressif.                            | |                             |
| 45 | Les carottes sont cuites / Tranches de vie Muriel Blows Up / Profiles in Courage                                          | 11 octobre 2002             |
| - Les carottes sont cuites : Un soir, une roquette militaire égarée explose au-dessus de la ferme. Elle inonde le sol de débris et d'un mystérieux résidu, que seul Courage remarque. Le matin suivant, Muriel découvre une carotte qui pousse dans son jardin. Courage s'aperçoit que le légume pousse un peu trop vite. - Tranches de vie : Lors d'une foire du comté, un mystérieux sculpteur sur papier propose de découper les silhouettes grandeur nature de Muriel et Eustache. De retour à la ferme, Muriel les accroche sur le mur et monte se coucher. Courage voit les silhouettes bouger de leur cadre lorsqu'elles se libèrent. | |                             |
| 46 | Le masque The Mask | 18 octobre 2002             |
| Kitty, une étrangère détestant les chiens et portant un masque, arrive à la ferme. Muriel l'invite à leur table, au grand dam de Courage. Kitty raconte son histoire à la famille, notamment le fait qu'elle a été obligée de s'enfuir pour échapper à Chien Fou. | |                             |
| 47 | Sous le chien dort le tigre / Muriel muette Squatting Tiger, Hidden Dog / Muted Muriel                                    | 25 octobre 2002             |
| - Sous le chien dort le tigre : La famille fait le tour de la Grande Muraille de Chine, accompagnée par un guide, Di Lung. Muriel est soudain enlevée. Ce kidnapping est orchestré par Di Lung, pour le compte de sa marraine : l'impératrice de Chine. - Muriel muette : À chaque fois que Muriel donne son opinion à propos de quelque chose ou fait un commentaire, Eustache l'ignore. Cette négligence blesse Muriel à tel point qu'elle refuse subitement de communiquer avec qui que ce soit | |                             |
| 48 | Nulle parqualand / Dragon volant Aqua-Farmer / Food of the Dragon                                                         | 25 octobre 2002             |
| - Nulle parqualand : Alors que la famille visite un parc aquatique, Eustache se vante tout haut de pouvoir nager mieux que le dauphin du spectacle. Malheureusement pour lui, il perd sa compétition de natation contre le dauphin. Son humiliation le force à affronter son échec. - Dragon volant : Un grand dragon affamé arrive à la ferme. Il attaque la maison et l'occupe. Il fait d'Eustache son en-cas et met Muriel et Courage de côté pour le dîner. | |                             |
| 49 | L'encornet magique / Cot-Cot-Cot The Last of the Starmakers / Son of the Chicken from Outer Space                         | 1er novembre 2002           |
| - L'encornet magique : Dans l'espace, deux êtres, un mari et sa femme enceinte, répandent des étoiles dans l'obscurité. Ce sont les derniers fabricants d'étoiles de l'univers. Soudain, un prédateur les attaque. Le mari dit à sa femme de se sauver et de se rendre sur Terre pour donner naissance à leur enfant. - Cot-Cot-Cot : Pour venger son père et détruire Courage, le fils à trois têtes d'un poulet de l'espace revient sur Terre. Il capture Muriel et lui inflige d'horribles supplices. | |                             |
| 50 | Les aliens attaquent / La vengeance Courageous Cure / Ball of Revenge                                                     | 8 novembre 2002             |
| - Les aliens attaquent : Des naturalistes extraterrestres descendent sur la ferme dans leur vaisseau et aspirent la famille pour l'étudier en tant que spécimen de la vie sur Terre. Ils veulent absolument découvrir si leur espèce en danger peut être combinée à l'espèce humaine. - La vengeance : Eustache est d'humeur particulièrement amère, et fait remarquer à Muriel toute l'attention qu'elle accorde à Courage. | |                             |
| 51 | Courage fait du cabaret / La malédiction de la bibliothécaire Cabaret Courage / Wrath of the Librarian                    | 15 novembre 2002            |
| - Courage fait du cabaret : Eustache et Muriel font du tourisme à Hollywood, en Californie, lorsqu'une bouche d'égout s'ouvre sous leurs pieds. Ils dégringolent dans une série de tubes ressemblant à des intestins et atterrissent dans un cabaret souterrain, dans ce qui semble être un estomac. - La malédiction de la bibliothécaire : Alors qu'il déterre des trésors qu'il avait cachés dans le jardin, Courage découvre un livre de la bibliothèque qui aurait dû être rapporté deux ans plus tôt. Il le rapporte et apprend qu'il doit plusieurs milliers de dollars de pénalités de retard.                                       | |                             |
| 52 | Souvenirs, souvenirs / Leçon de perfectionnement Remembrance of Courage Past / Perfect                                    | 22 novembre 2002            |
| - Souvenirs, souvenirs : Courage aperçoit une annonce de « chien disparu » sur le côté d'une brique de lait, ce qui lui rappelle le moment où il était allé chez le vétérinaire alors qu'il n'était encore qu'un chiot, où ses parents avaient été kidnappés, et où Courage n'avait pas réussi à les sauver. - Leçon de perfectionnement : Eustache ne supporte plus l'incompétence de Courage et se met en quête d'un professionnel pour lui faire faire des progrès. Le Perfectionneur apparaît alors, une vieille institutrice victorienne équipée d'une grande règle en bois et qui parle d'un ton autoritaire.                          | |                             |